# 伊利尼齊亞
48°21′10″N 23°4′25″E / 48.35278°N 23.07361°E
伊利尼齊亞（羅馬化：Ilnytsia）是位於烏克蘭西部外喀爾巴阡州裏貝雷霍韋區的村莊，始建於1450年，面積61.4平方公里，海拔高度212米，2004年人口8,902。